# Собор Байо

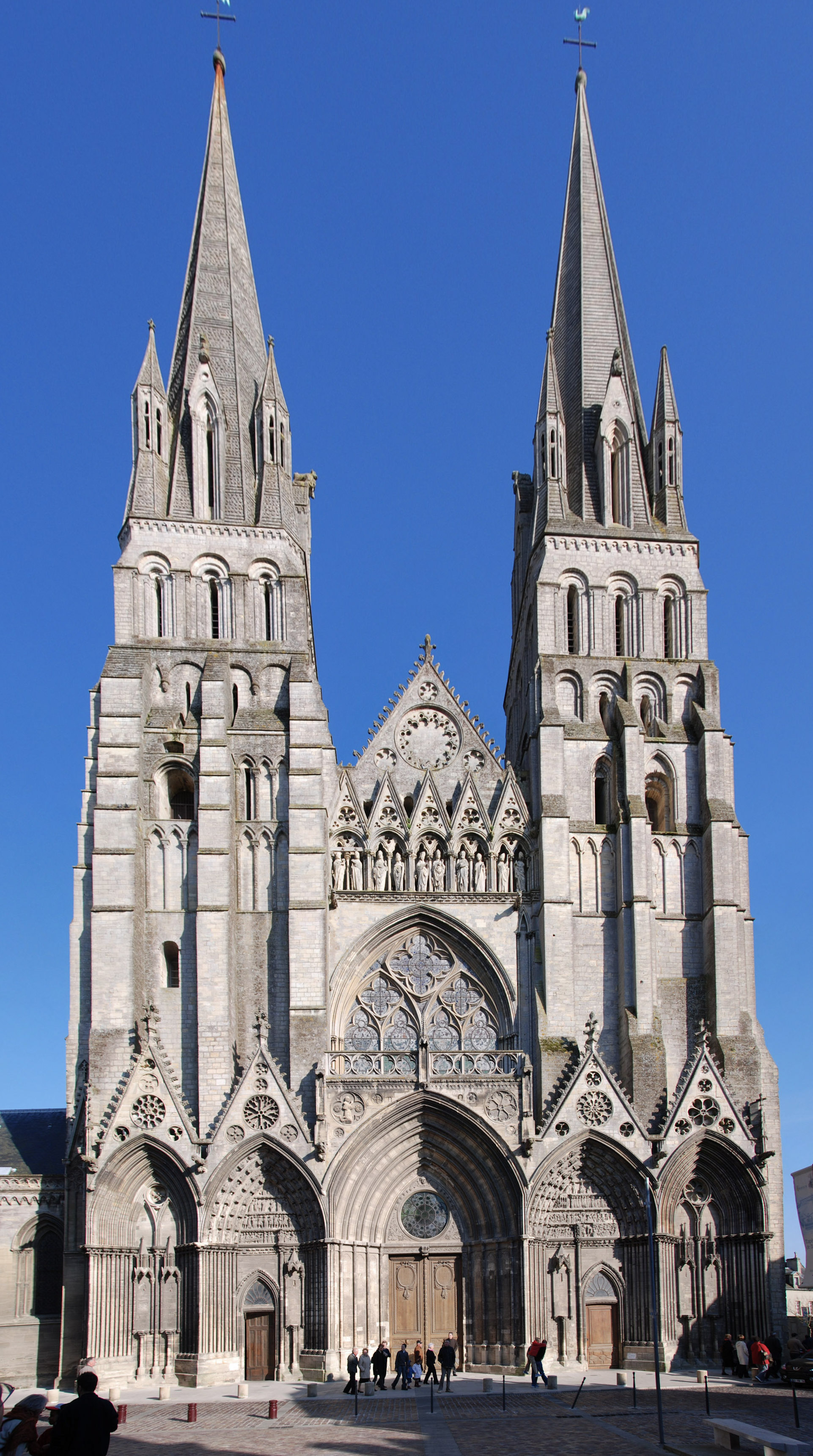
Головний фасад

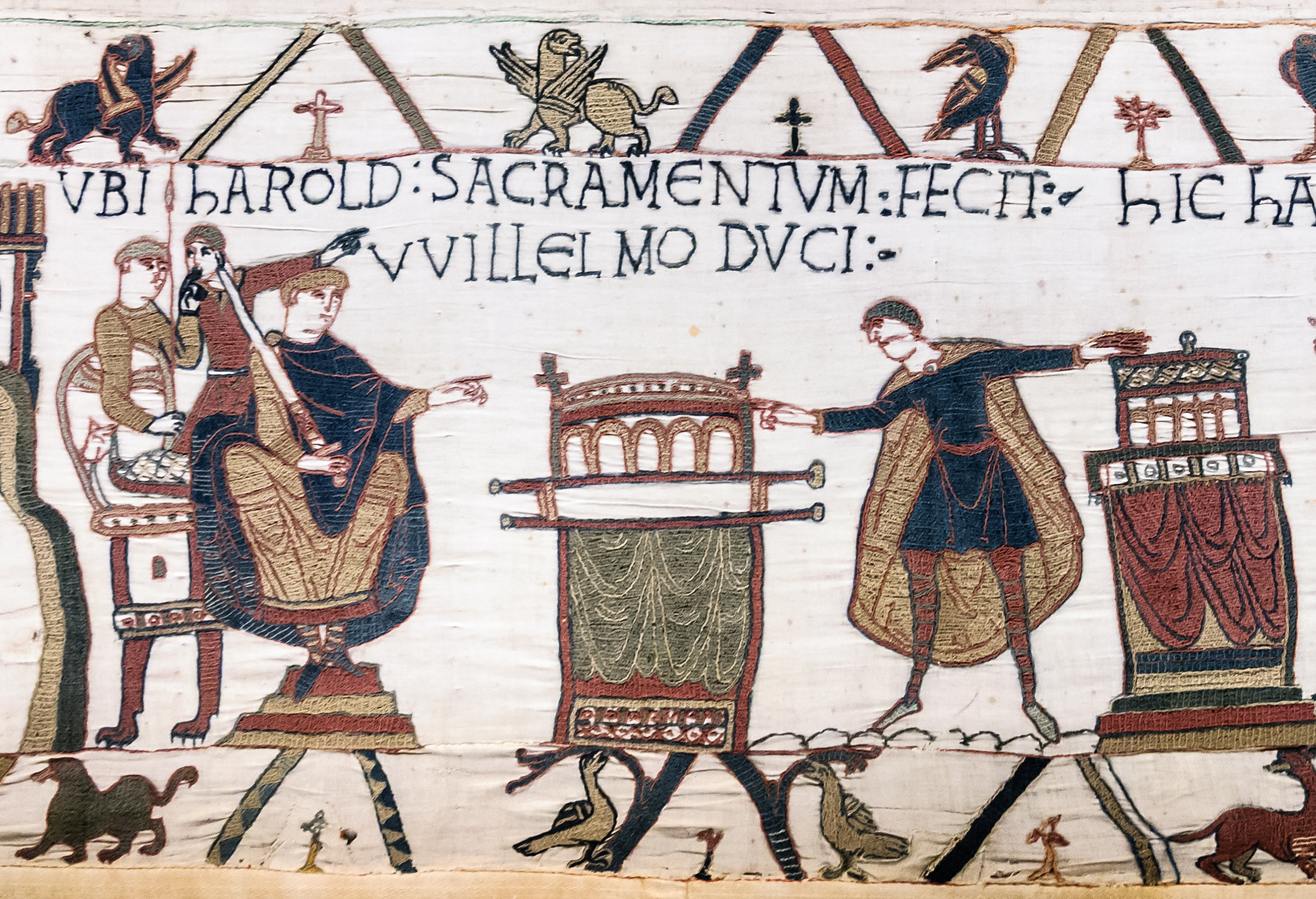
UBI HAROLD SACRAMENTUM FECIT WILLELMO DUCI (Де Гарольд дав клятву Герцогу Вільгельму). Ця сцена, яка відповідно до попередньої сцени гобелена відбувалось у Bagia (Байо, ймовірно у соборі), показує як Гарольд ІІ торкається двох вівтарів, а герцог Вільгельм спостерігає, сидячи на троні, є центральною у норманському завоюванні Англії. (Гобелен Байо)

Кафедральний Собор Пресвятої Богородиці Діви Марії у Байо (фр. Cathédrale Notre-Dame de Bayeux) — це нормано-романський собор, розташований у містечку Байо. Він є кафедральним собором Єпископа Байо.
Собор був першим місцем перебування відомого гобелена з Байо та є національною пам'яткою Франції.
Місце розташування собору використовувалось з римських часів для релігійних цілей. Сучасний собор був освячений 14 липня 1077 року в присутності Вільгельма I Завойовника. Вважається, що саме в цьому соборі Вільгельм примусив короля Англії Гарольда II дати клятву, порушення якої призвело до норманського завоювання Англії.

## Історія
Вважається, що на місці сучасного собору у римські часи розташовувався форум поселення Augustodurum. В IV сторіччі на цьому місці спочатку існувало галльське святилище, на місці якого Св. Екзюпером († бл. 410) була побудована перша християнська каплиця. І лише його наступник, Св. Регноберт побудував у V сторіччі перший собор та заснував єпархію Байо. Ця каролінзька церква 891 року була зруйнована норманами.
Імовірно лише після того як Ролло став першим герцогом Нормандії в 911 році, був побудований перший дороманський каролінзький собор. Однак цей собор був зруйнований у великій пожежі міста Байо в 1047 році. Підземна крипта є єдиним залишком того собору.
Будівництво нового собору розпочалося вже 1047 року під наглядом єпископа Г'юго III. Він був освячений 14 липня 1077 року Одо, єпископом Байо та єдинокровним братом Вільгельма I Завойовника. Приблизно в ті ж роки був створений знаменитий гобелен з Байо, який до 1793 року зберігався у соборі та щорічно процесуально виносився з метою нагадування про норманське завоювання Англії.
Вже 1105 року під час битви між монархами-братами Генріхом I Боклерком та Робертом II Куртгезом, а також майже одразу після розширення хорів в 1160 році собор знову палав, і тому довгий час залишався будівельним майданчиком. Цьому сприяло і те, що бл. 1180 року єпископ та капітула замовили розширення собору у новомодному готичному стилі, який вже набув популярності у сусідньому Іль-де-Франс. На відміну від розташованого неподалік Лізьє, в якому тоді ще існувала окрема єпархія з собором Св. Петра, собор у Байо не повністю був замінений на новобудову, а до кінця XV сторіччя поступово набував готичних рис. Доготичний період сьогодні можна побачити переважно лише в крипті та в основі веж західного трансепта, а в решті місць він надійно прихований готичними змінами.
Початок Столітньої війни призупинив будівельні роботи. У той час собор слугував фортецею для гарнізону міста у війні з англійцями. В 1562/63 рр. собор зазнав сплюндрування гугенотськими військами під керівництвом François de Bricqueville, під час якого були втрачені реліквії, вікна, орган та багато сакральних предметів. Пожежа 1676 року знищила кроквяні ферми даху, який був відбудований лише у наступному сторіччі. Однак зведений в XVIII сторіччі купол абсолютно не відповідав стилю собору і був замінений вже в наступному сторіччі.
З Революцією в 1790 році сплюндрування повторилось. Оскільки релігія була офіційно оголошена минулим, в 1793 році будівлю тимчасово перетворили у «Храм Розуму і Верховної Істоти». Так звана «дерево свободи» поблизу собору нагадує про ті часи, хоча вже неодноразово заново висаджувалось.
Типові для норманської готики ліхтарі на середхрестях створювали надмірне статичне навантаження на несучі колони, в яких 1850 року було виявлено тріщини. Одночасно виявилось, що весь собор стоїть на нестійкому ґрунті, що в першу чергу вплинуло на площу під надзвичайно важкою центральною вежею собору. Однак було з'ясовано, що неглибоко під собором є більш стійка основа, що дозволило врятувати вежу — за рахунок складних лісів вона була піднята та «підвішена», після того колони, на яких вона стояла, укріпили фундаментами, які спиралися на тверду основу, а вежу знову опустили. Таким чином на щастя вдалося уникнути зносу вежі, запропонованого Еженом Віолле-ле-Дюком. Через декілька років потому центральна вежа отримала другий поверх та неоготичний купол, що надало їй вигляду, який зберігся до цього часу.
Письменник Марсель Пруст, знаток та шанувальник регіональної сакральної архітектури, подорожував по регіону в 1906/07 роках і відвідав також і собор у Байо.
Незважаючи на те, що в червні 1944 року лише в декількох кілометрах від Байо відбувалась висадка союзників на пляжі Нормандії, на відміну від більшості навколишніх міст та селищ Байо та його собор пережили її без бомбардувань.

## Архітектура

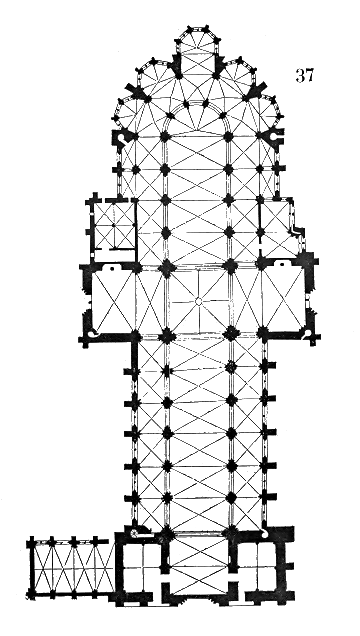
Поземний план

Сьогодні собор Байо є тринавною хрестовидною базилікою довжиною 96 метрів. Багато прикрашений скульптурами вестверк запрошує відвідувачів одним головним та двома боковими порталами. Над вестверком височіють дві масивні гостроконечні вежі висотою 75 метрів.
Над готичним фасадом (з тимпаном, створеним 1427 р., що зображує сцену кінці світу) розташована емпора, над нею ажурні чотирирядні масверкові вікна, а ще вище між вежами розташований ряд з десяти пристінних скульптур.
Зверху трансепт вінчає квадратна платформа на висоті десять метрів над средохрестям, яку охороняє 12 химер. З неї піднімається октогональна центральна вежа в стилі високої готики, яка замінила купол. Центральний неф та хори підтримує охоплюючий контрфорс, що складається з повного периметру окремо стоячих опор.
В інтер'єрі переважає орнаментальне мистецтво, таке як зигзагові стрічки та кам'яне плетіння, а от скульптурні зображення людей представлені на диво мало. У цьому інтер'єр порівняний з інтер'єрами аналогічних соборів півдня Англії. Ті ж скульптурні фігури, які все-таки є в соборі, мають досить гротексну та загадкову іконографію.
Відвідувачу після входу в собор відкривається центральний неф, який симетрично трьома зонами піднімається вгору. Шеститравейне хрещате склепіння над клеристоріями та трифоріями розташоване на висоті 23 метри від підлоги (25 метрів над средхрестям) та перекриває ширину 10 метрів. У бокові нефи шириною 6 метрів можна перейти через аркади. Завершують внутрішній простір собору бокові каплиці, для будівництва яких в кінці XIII — на початку XIV сторіччя були пробиті бокові стіни романського періоду.
Трансепт, який існував вже у ранні часи та був у готичний період перероблений, відкриває простір шириною 37 метрів. У його північній стіні розташоване вікно XIV сторіччя, а у південній стіні готичний боковий портал (що має назву «портал деканів» фр. portail du doyen) з тимпаном, що зображує життєвий шлях святого Томаса Бекета.
Хори, оточені напівколом каплиць, з їхніми характерно гостроконечними арками, ажурними розетами та медальйонами є уособленням надлишково-вичурної сакральної готичної архітектури Нормандії.
Крипта собору, яка походить з романських часів, у Середньовіччі була замурована та забута, і знову її відкрили лише в 15-му сторіччі. Цій обставині ймовірно завдячує збереження її початкового вигляду. Над двома рядами спрощених коринфських колон розташоване романське хрестоподібне склепіння. На дугових арках над колонами можна побачити намальовані охрою зображення ангелів, яка грають на музичних інструментах, а на стінах — кольорові фрески.
З північної сторони до будівлі собору примикає бібліотека. А у розміщеному неподалік головному залі є чудова мозаїка. На жаль, доступ до обох будівель широкій публіці обмежений.

## Виміри
- центральний неф: висота 23 метри, ширина 10 метрів, довжина 96 метрів
- бокові нефи: ширина 6 метрів
- бокові каплиці: ширина 5 метрів
- трансепт (поперечний неф): ширина 10 метрів, довжина 37 метрів
- західні вежі: 70 метрів у висоту
- центральна вежа: бл.95 метрів у висоту

## Орган

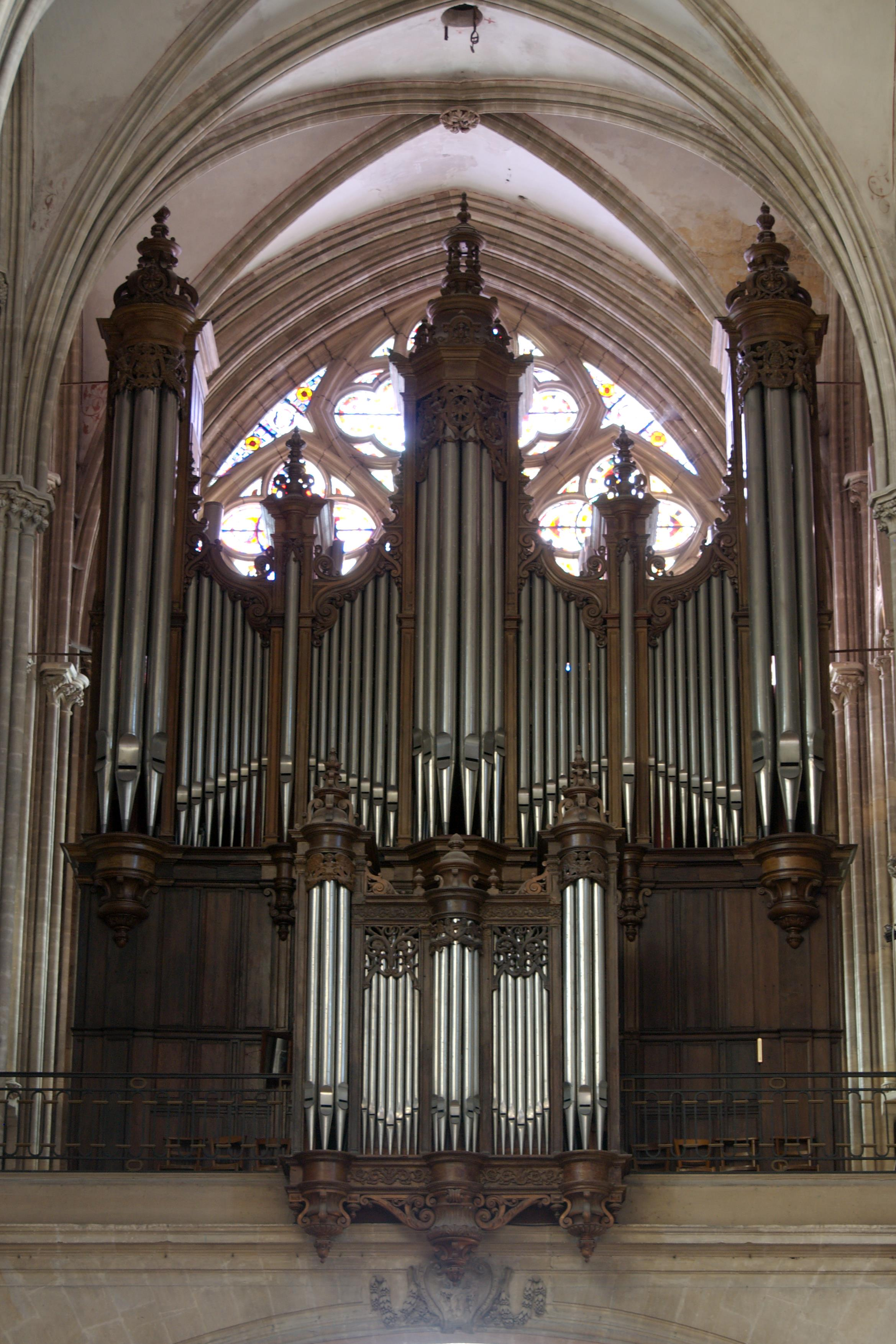
Головний орган
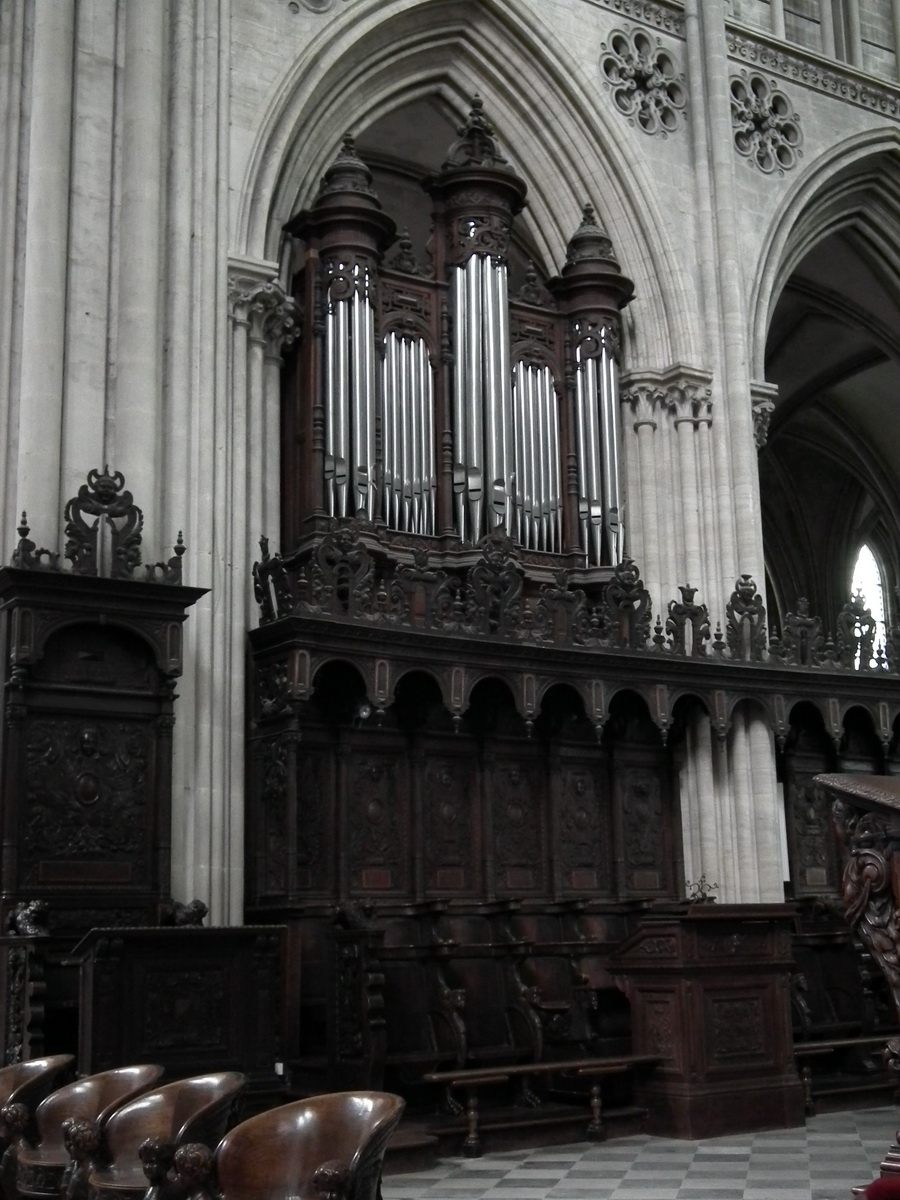
Орган хорів

Сучасний собор має два органи, створені Арістідом Каває-Колем (фр. Aristide Cavaillé-Coll): великий головний орган на західній емпорі, створений у 1862 році, та орган на хорах, завершений 1861 року.
Однак історія органів у соборі почалася в 16-му сторіччі. Перший інструмент був знищений 1562 року гугенотами, другий орган був створений 1597 року та мав 36 регістрів на чотирьох ручних клавіатурах та одній педальній. Цей другий орган в 1838 році потребував суттєвого ремонту. Однак після численних реставрацій та перебудов, суперечок церковників, політиків та органістів, врешті-решт в 1862 році він був реставрований творцем органів Арістідом Каває-Колем, який перед тим завершив створення органу на хорах. Відреставрований орган мав вже 43 регістри на трьох ручних клавіатурах та одній педальній. Трактури органу є механічними.
В 1970-ті органи були оголошені історичними пам'ятками.

## Дзвони
Собор має 17 дзвонів.

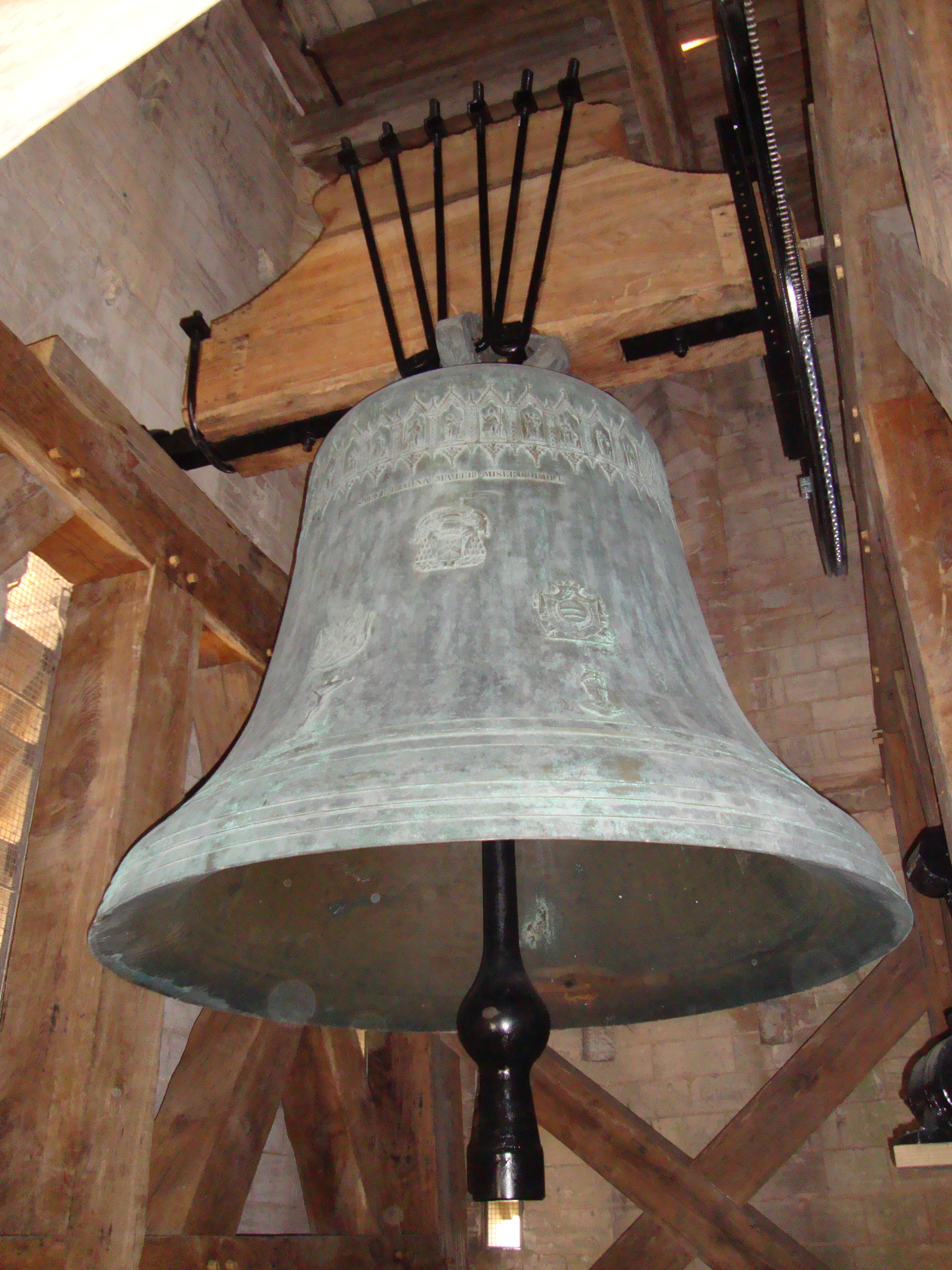
Гран-бурдон Софія-Франсуаза (1858 рік)

Чотири найважчі дзвони створюють літургійний передзвін та розташовані по двоє на західних вежах. В 2014 було відлито два дзвони на 70-ту річницю початку Операції «Оверлорд», які вперше продзвонили 14 червня 2014 року. Таким чином у південній західній вежі розташовано чотири менші дзвони, а в північній західній вежі розташовано обидва бурдони, які також називають Trémondes. Цікаво, що дзвони традиційно мають імена і всі вони жіночі.
| Номер | Назва (функція)                                         | Рік лиття | Хто та де відлив                  | Ø (мм, бл.) | Вага (кг, бл.) | Тон звучання | Вежа          |
| 1     | Софі-Франсуаза фр. Sophie-Françoise (святковий дзвін)   | 1858      | Paul Havard, Вільдьє-ле-Поель     | 1 870       | 4 000          | b0           | північна вежа |
| 2     | Жанна-Фредеріка фр. Jeanne-Frederique (недільний дзвін) | 1858      | Paul Havard, Вільдьє-ле-Поель     | 1 670       | 2 800          | c1           | північна вежа |
| 3     | Марія фр. Marie (ангельський дзвін)                     | 1858      | Paul Havard, Вільдьє-ле-Поель     | 1 500       | 1 900          | d1           | південна вежа |
| 4     | Тереза-Бенедикта фр. Thérèse-Bénédicte                  | 2014      | Cornille-Havard, Вільдьє-ле-Поель |             | 1 150          | f1 −5        | південна вежа |
| 5     | Марія фр. Marie (дзвін меси)                            | 1819      | Fonderie Dubosq, Байо             | 900         | 600            | as1          | південна вежа |
| 6     | Роза-Франсуаза фр. Rose-Françoise                       | 2014      | Cornille-Havard, Вільдьє-ле-Поель |             | 518            | b1 −4        | південна вежа |

11 дзвонів складають карильйон, розташований у центральній вежі. Там же розташовано годинний дзвін Сесиль (фр. Cécile).
| Номер | Назва (функція)                    | Рік лиття | Хто та де відлив                                                              | Ø (мм, бл.) | Вага (кг, бл.) | Тон звучання | Вежа            |
| I     | Сесиль (Годинний дзвін, карильйон) | 1727      | Claude Brocard, Jean-Baptiste les Brocard, F. Poisson und A. de la Paix, Байо | 1 400       | 1 200          | cis1         | центральна вежа |
| II    | (Карильйон)                        | 1797      | Pierre-Francois Dubosq, Кібу                                                  | 819         | 274            | a1           | центральна вежа |
| III   | (Карильйон)                        | 1797      | Pierre-Francois Dubosq, Кібу                                                  | 731         |                | h1           | центральна вежа |
| IV    | (Карильйон)                        | 1797      | Pierre-Francois Dubosq, Кібу                                                  | 642         |                | cis2         | центральна вежа |
| V     | (Карильйон)                        | 1797      | Pierre-Francois Dubosq, Кібу                                                  | 618         |                | d2           | центральна вежа |
| VI    | (Карильйон)                        | 1797      | Pierre-Francois Dubosq, Кібу                                                  | 548         |                | e2           | центральна вежа |
| VII   | (Карильйон)                        | 1797      | Pierre-Francois Dubosq, Кібу                                                  | 496         |                | f2           | центральна вежа |
| VIII  | (Карильйон)                        | 1797      | Pierre-Francois Dubosq, Кібу                                                  | 457         |                | fis2         | центральна вежа |
| IX    | (Карильйон)                        | 1797      | Pierre-Francois Dubosq, Кібу                                                  | 415         |                | g2           | центральна вежа |
| X     | (Карильйон)                        | 1797      | Pierre-Francois Dubosq, Кібу                                                  | 411         |                | gis2         | центральна вежа |
| XI    | (Карильйон)                        | 1797      | Pierre-Francois Dubosq, Кібу                                                  | 355         |                | a2           | центральна вежа |

## Галерея

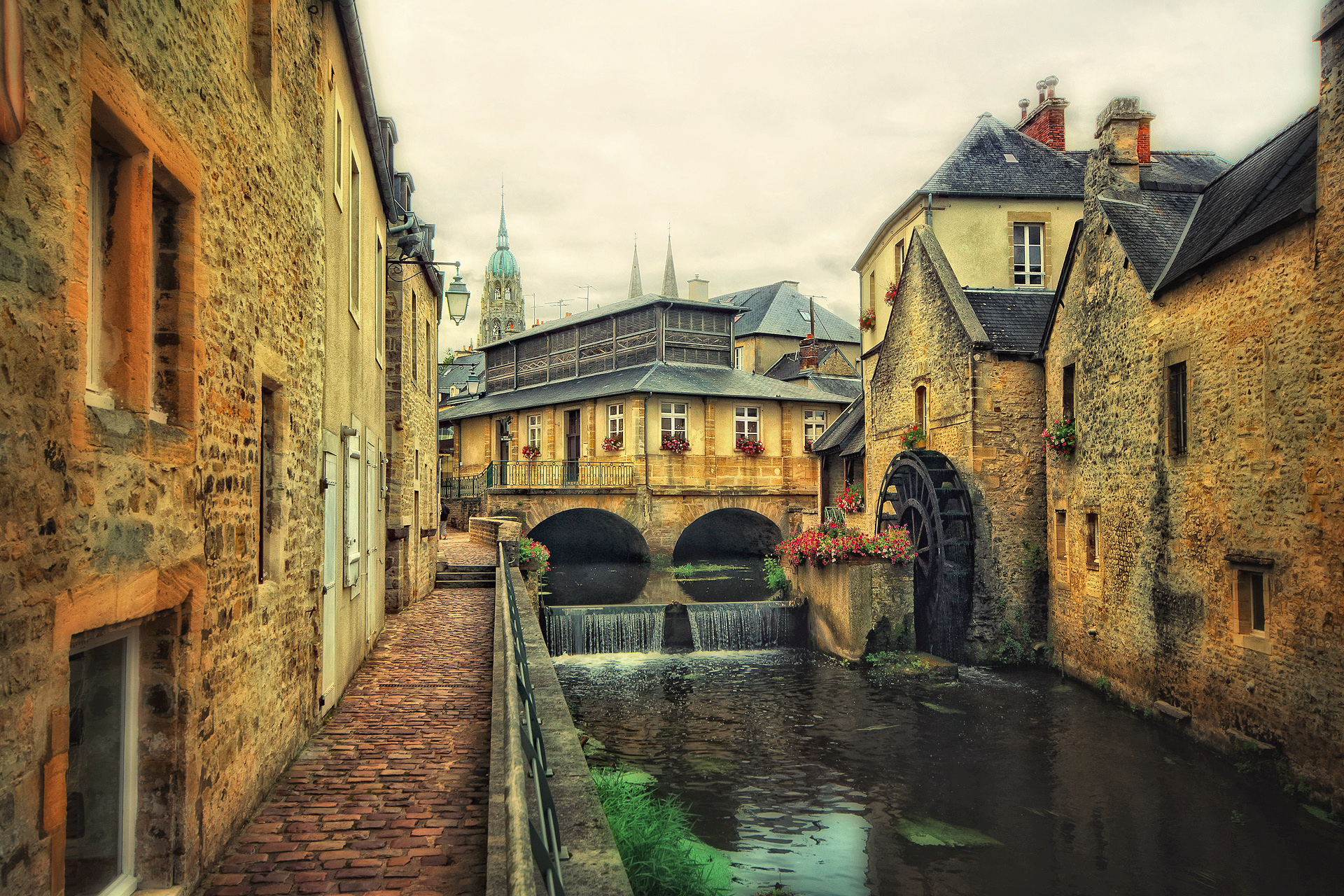
Вид на собор від туристичного офісу
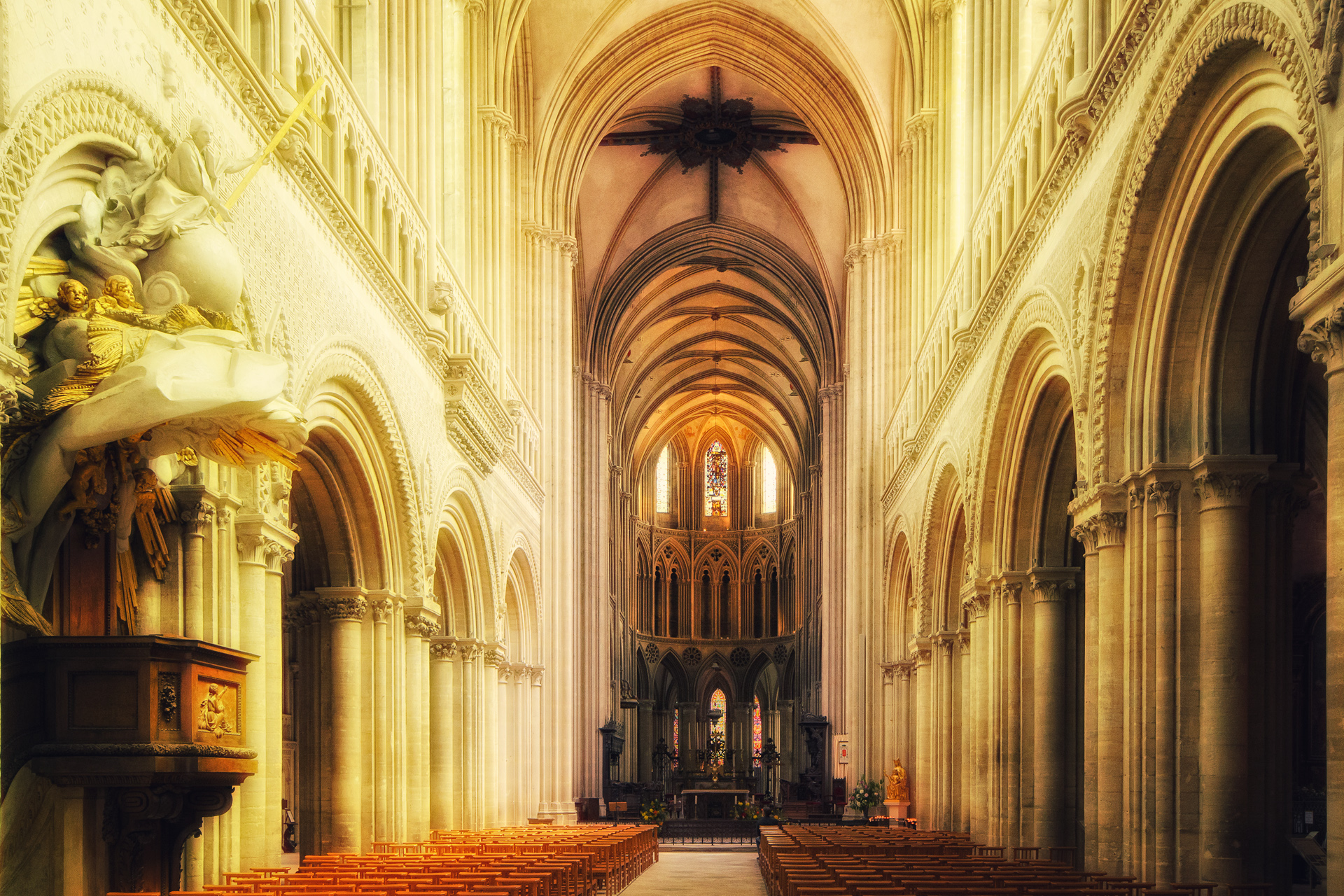
Інтер'єр зали собору
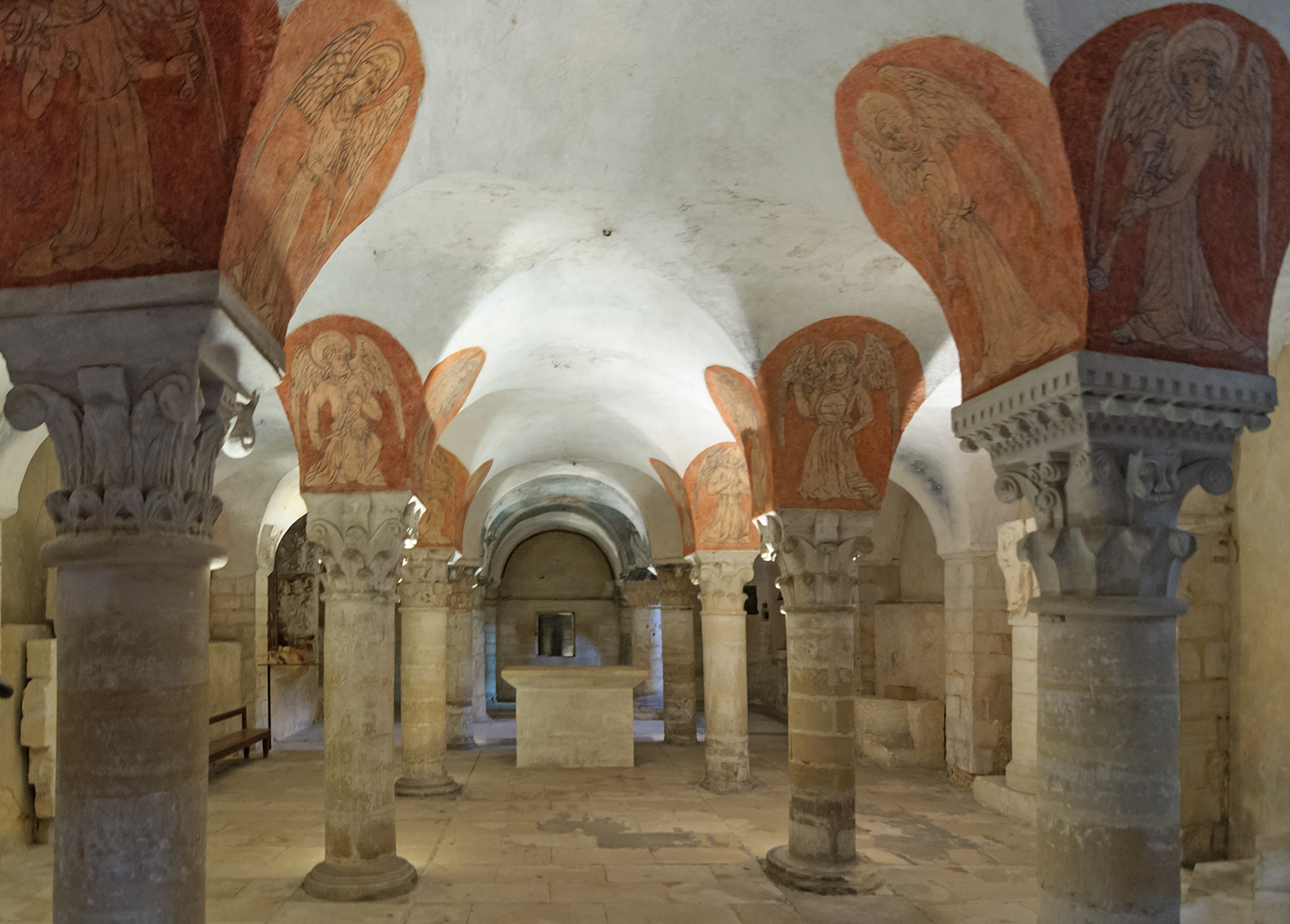
Крипта собору
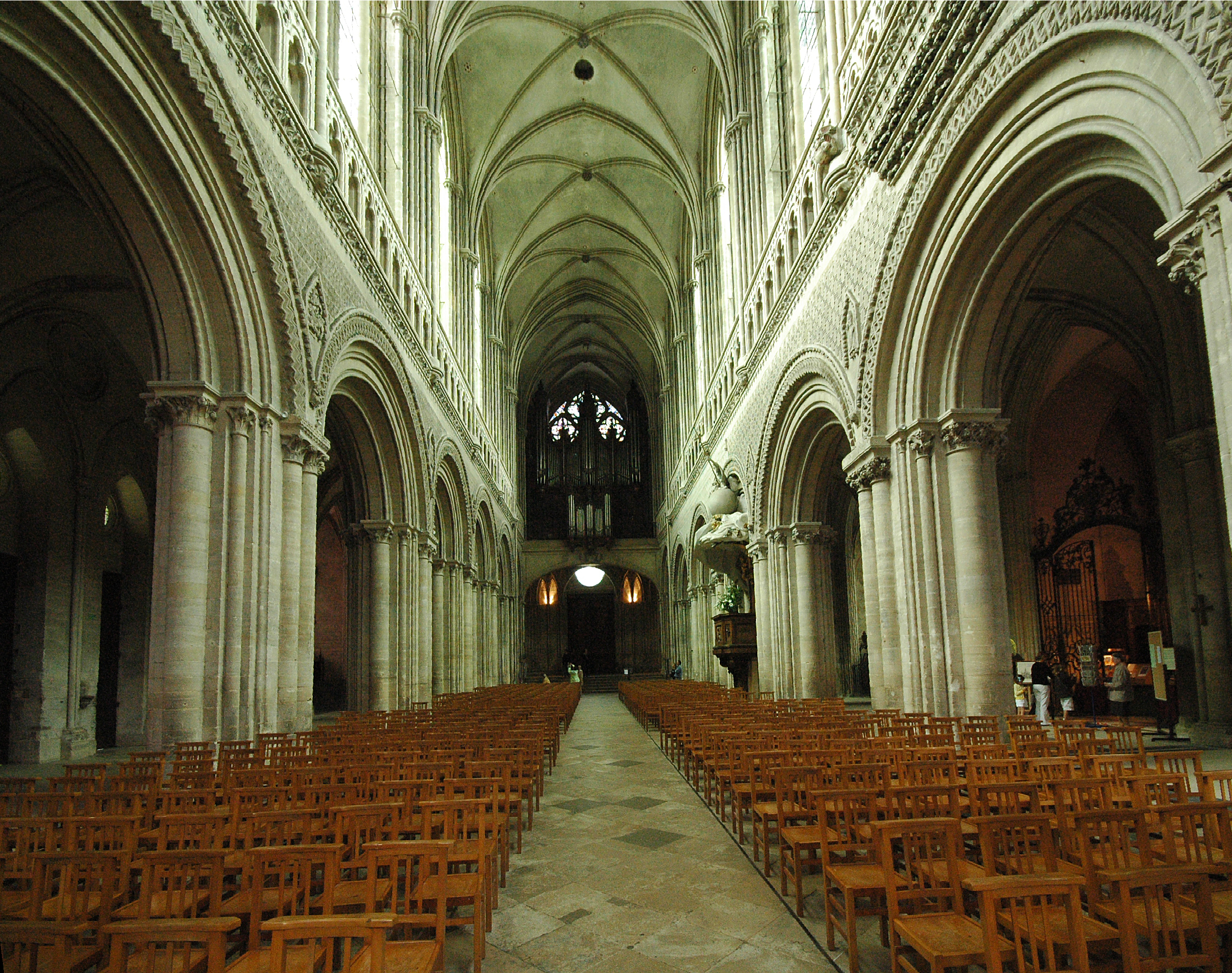
Інтер'єр собору
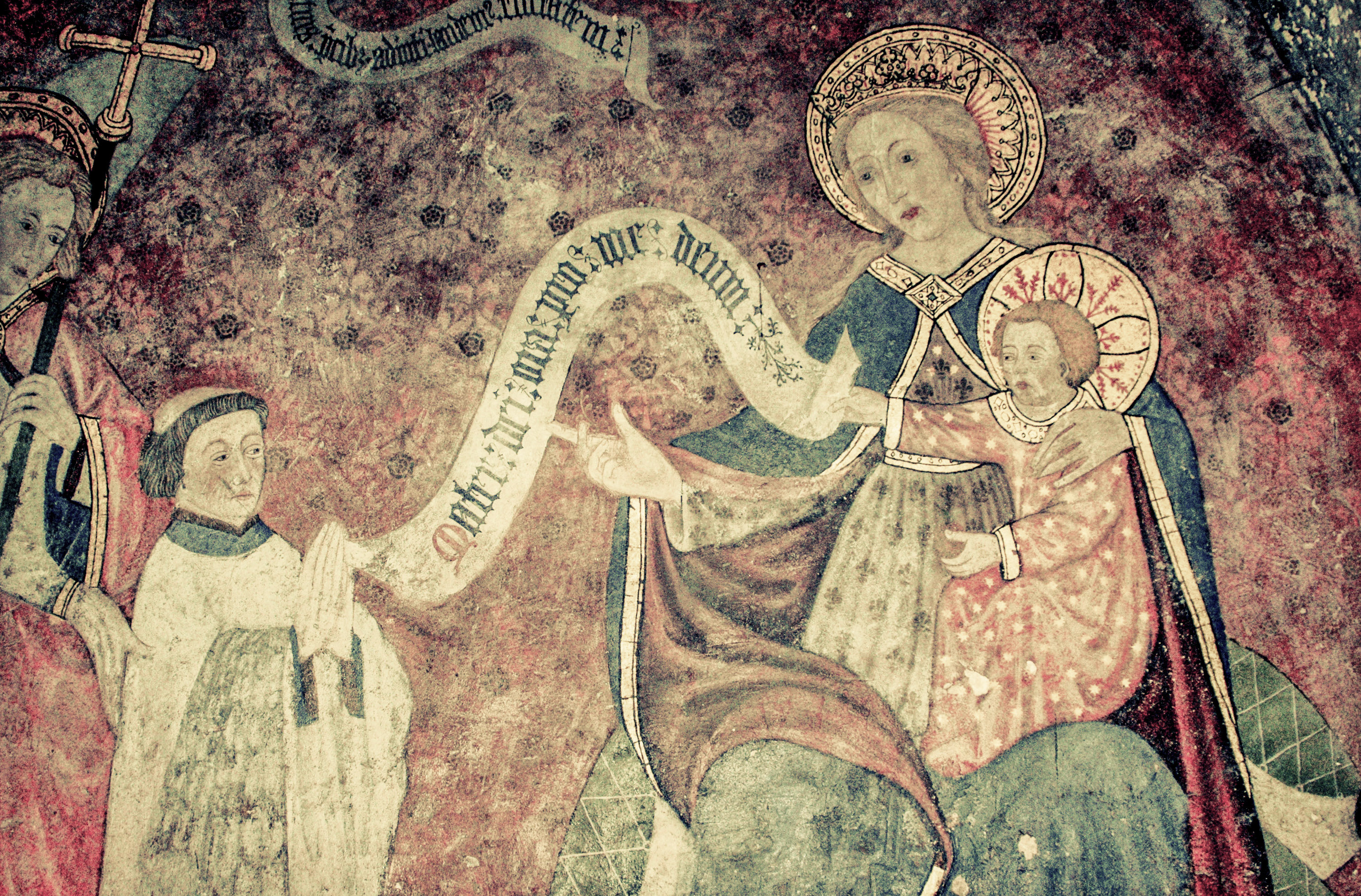
Фреска крипти
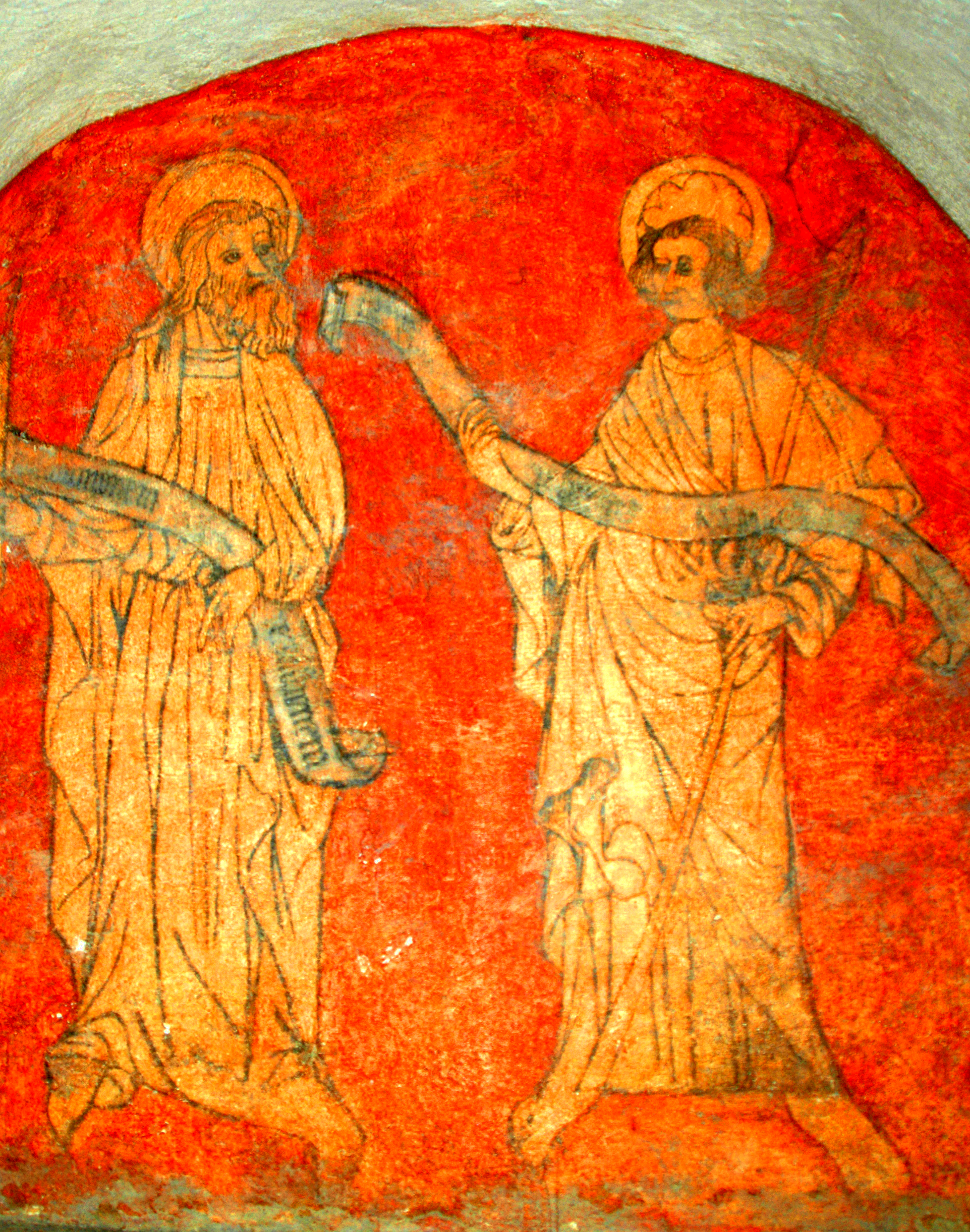
Фреска крипти
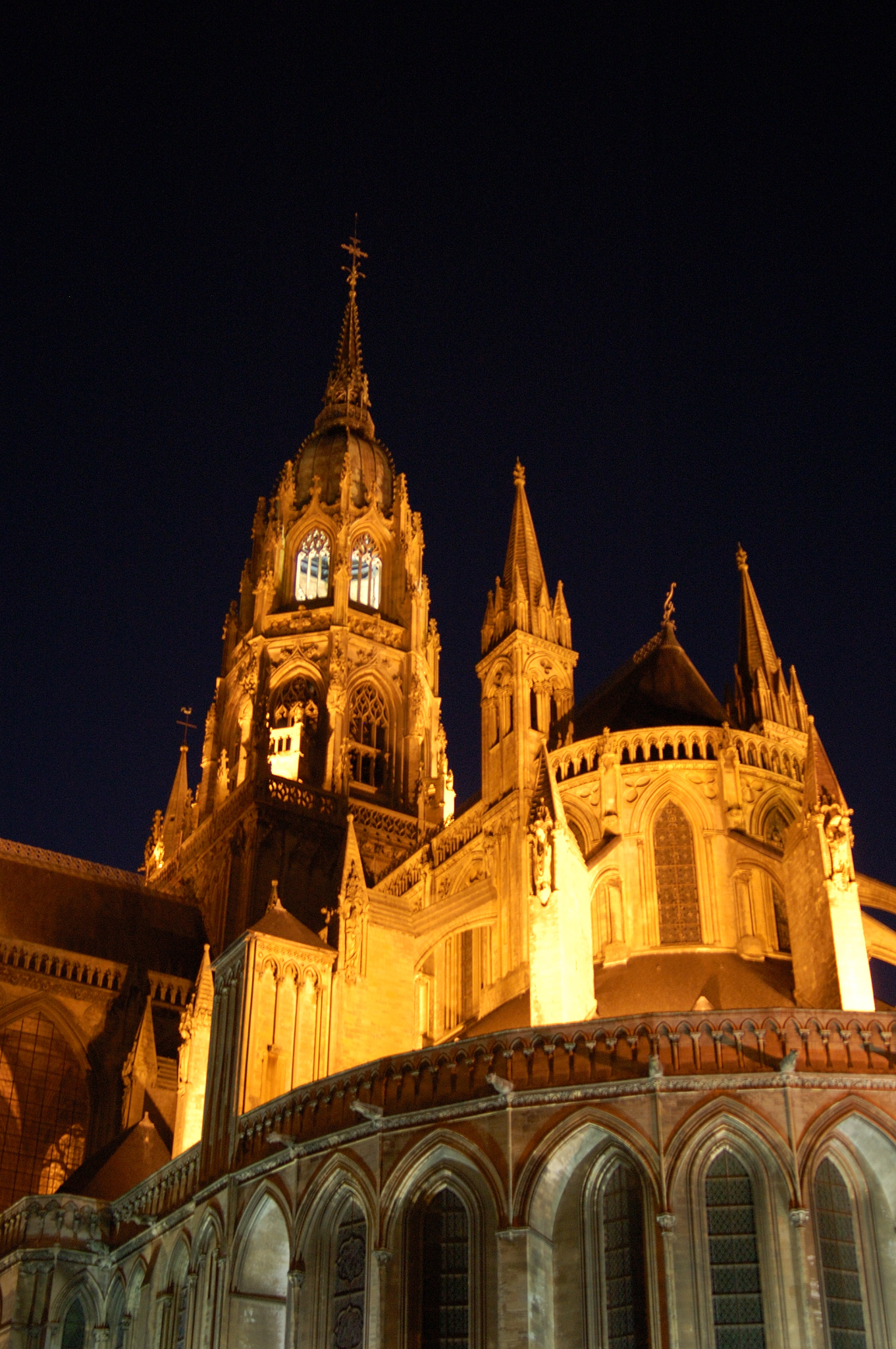
Собор вночі
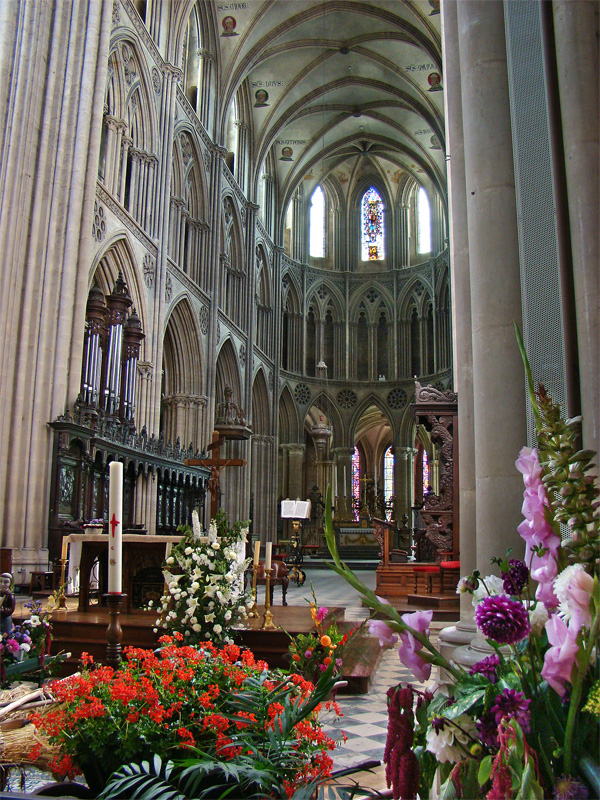
Готичні хори
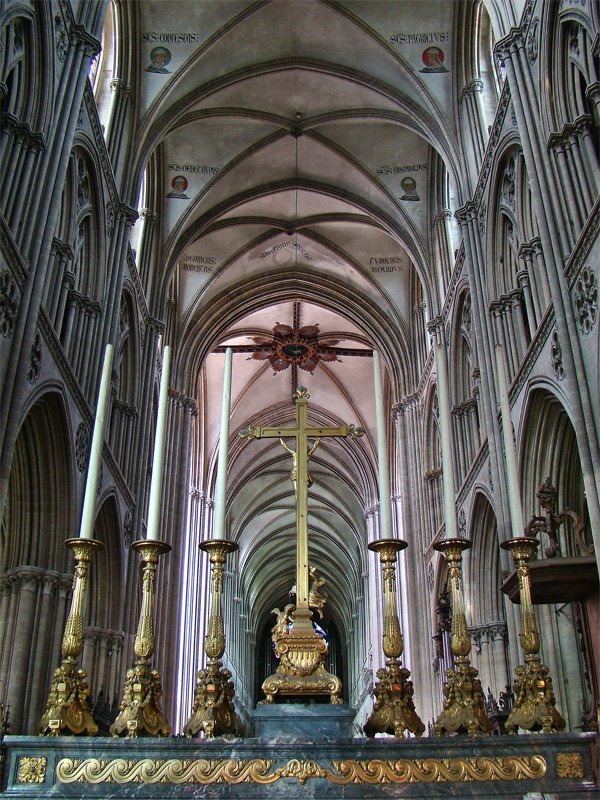
Неокласичний головний вівтар
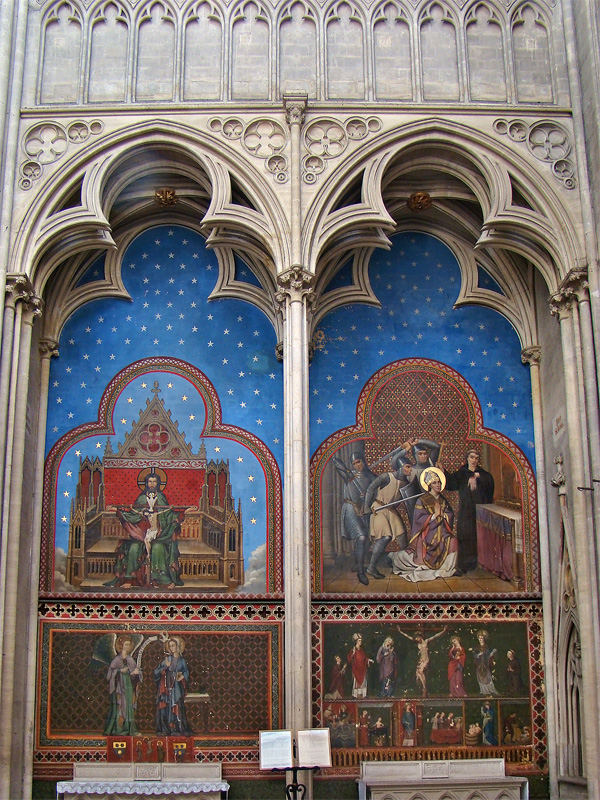
Каплиці на південній стороні трансепту
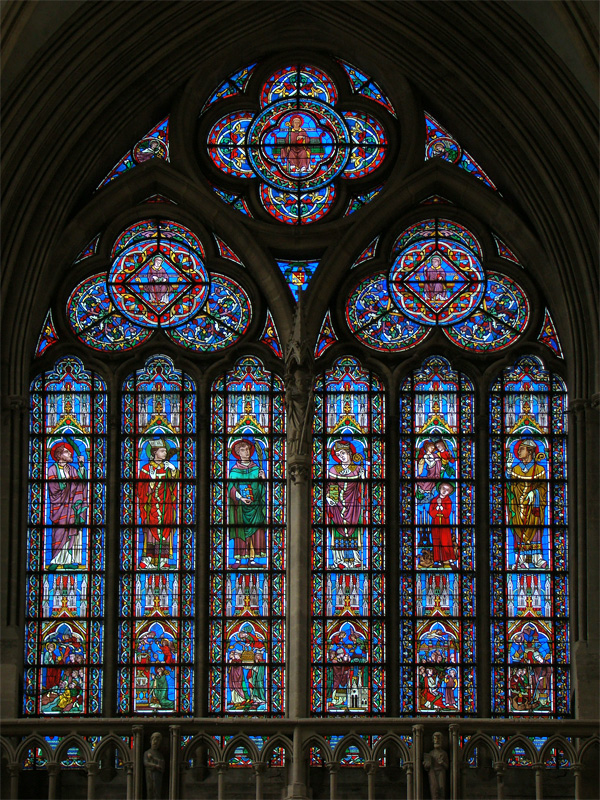
Вітраж на південній стороні трансепту
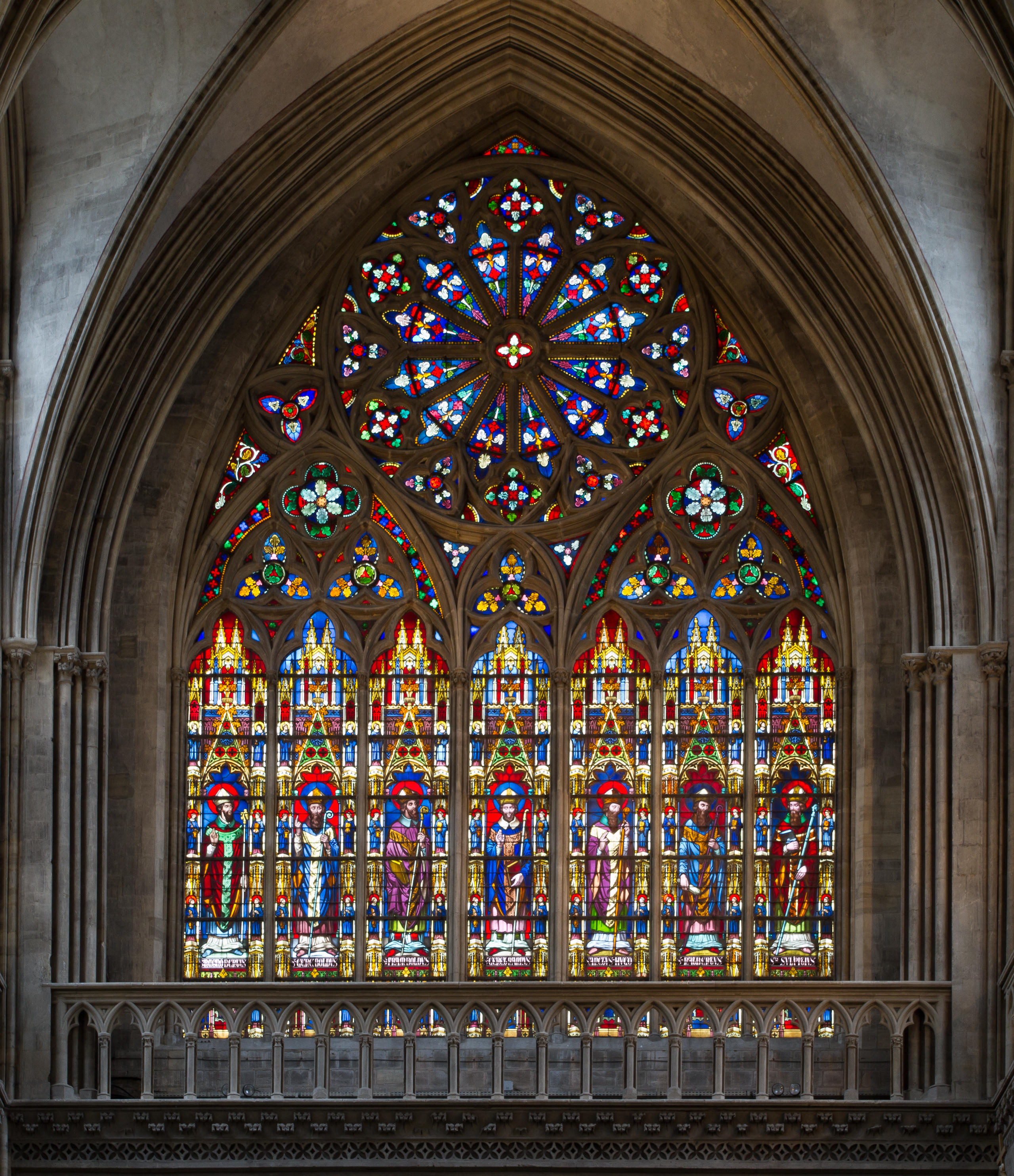
Вітраж на північній стороні трансепту
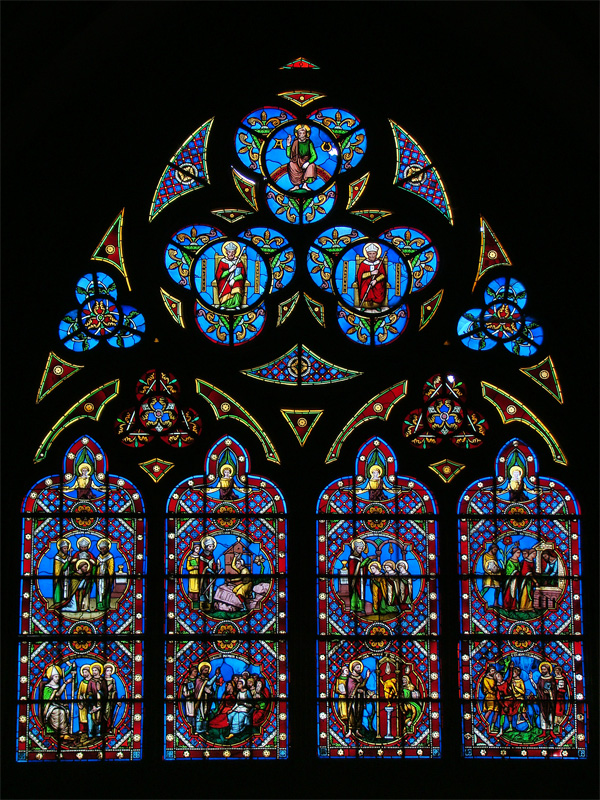
Каплиця на південній стороні нави
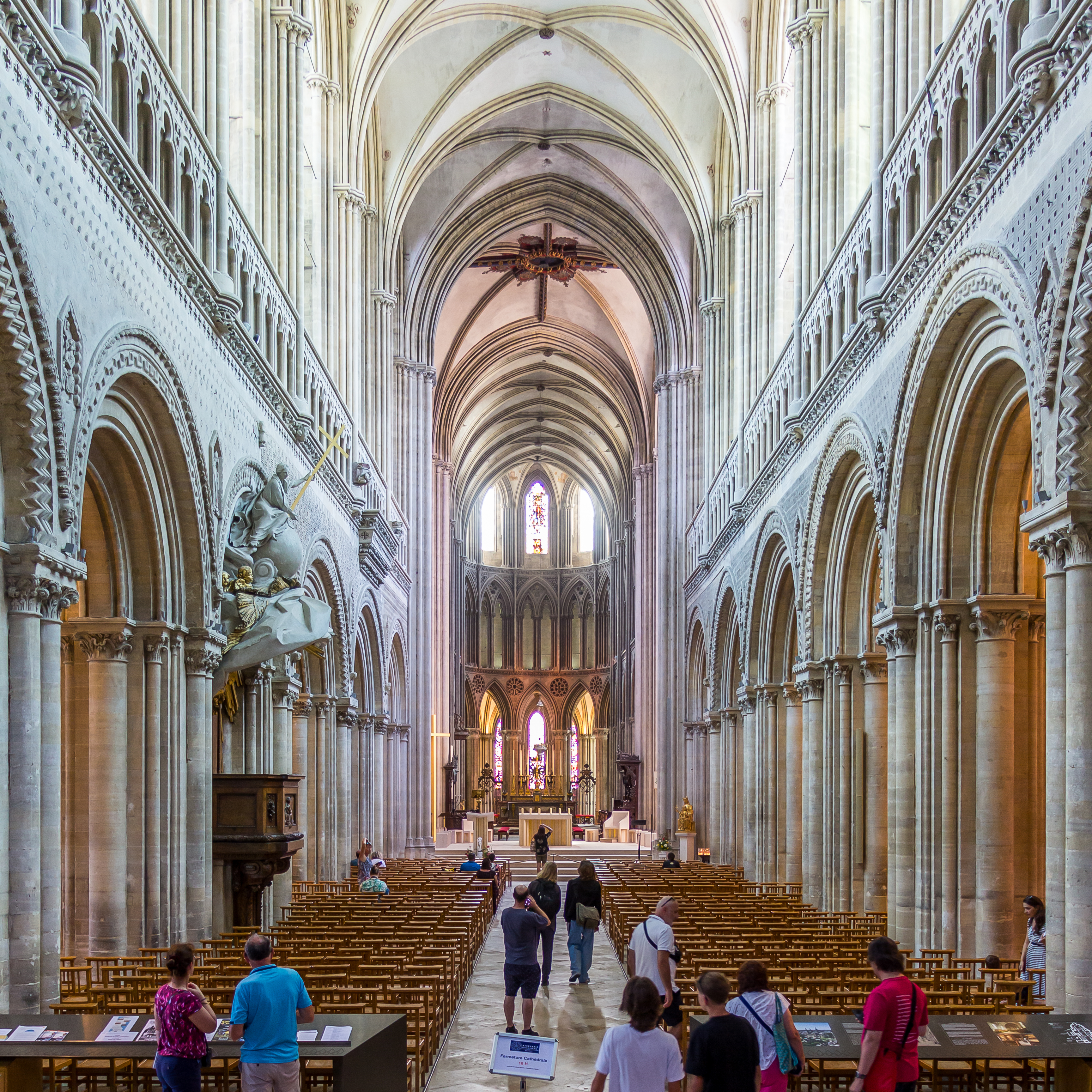
Нава від входу